# 埃齐奥·罗塞利
埃齐奥·罗塞利（義大利語：Ezio Roselli，1896年12月8日—1963年1月6日），意大利男子体操运动员。他曾获得1920年夏季奥运会体操比赛男子团体全能金牌。他也参加了1928年夏季奥运会，未获得奖牌。